# Newark, Texas
Newark är en ort i Tarrant County, och Wise County, i Texas. Vid 2010 års folkräkning hade Newark 1 005 invånare.